# Devisbuiten
Devisbuiten, ook wel Texas, is een wijk in Paramaribo, Suriname, in het noorden van Charlesburg.
De wijk staat in de eerste decennia van de 21e eeuw bekend als een occupatiegebied, omdat de meeste bewoners er wonen zonder grondbeschikkingspapieren. Daardoor zijn huizen niet aangesloten op bepaalde nutsvoorzieningen en wordt bijvoorbeeld in kraanwater voorzien vanuit een openbare tapkraan. Door de ongecontroleerde bouw raakt de afwatering geregeld gestremd en stroomt de buurt onder bij regenval. De wijk staat bekend vanwege overbewoning, armoede en criminaliteit.